# 2013 en combiné nordique
| Années du combiné nordique : 2010 - 2011 - 2012 - 2013 - 2014 - 2015 - 2016    |
| Décennies du combiné nordique : 1980 - 1990 - 2000 - 2010 - 2020 - 2030 - 2040 |

Cette page reprend les résultats des différentes compétitions de combiné nordique de l'année 2013.

## Résultats

### Coupe du monde
La coupe du monde 2013 a été remportée par l'Allemand Eric Frenzel.

### Grand Prix d'été
Le Grand Prix d'été a été remporté ex æquo par le Japonais Akito Watabe et par l'Autrichien Bernhard Gruber, ce qui est une première dans l'histoire de cette compétition.

### Coupe OPA
Le jeune Allemand David Welde remporte la coupe OPA.

## Calendrier

### Janvier
- Le 5, à Schonach, dans le Bade-Wurtemberg (Allemagne), l'équipe de Norvège, composée des coureurs Håvard Klemetsen, Magnus Moan, Mikko Kokslien et Jørgen Graabak, s'impose en coupe du monde devant les équipes d'Allemagne et des États-Unis d'Amérique.
- Le 6 :
  - à Schonach, la coupe de la forêt noire, épreuve comptant pour la coupe du monde, est remportée par le Français Jason Lamy-Chappuis devant le Japonais Akito Watabe et le Norvégien Magnus Moan.
  - à Wisła, en Silésie (Pologne), le Français Geoffrey Lafarge s'impose en coupe continentale devant les norvégiens Truls Sønstehagen Johansen et Ole Martin Storlien.
- Le 11, à Tchaïkovski, dans l'Oural (Russie), le Japonais Shun Yamamoto s'impose en coupe continentale devant l'Autrichien Marco Pichlmayer et le Français Nicolas Martin.
- Le 12 :
  - à Chaux-Neuve, dans le Doubs (France), l'Allemand Tino Edelmann remporte l'épreuve de coupe du monde devant l'Autrichien Bernhard Gruber et le Japonais Akito Watabe.
  - à Tchaïkovski, une équipe autrichienne composée de Lukas Greiderer et Marco Pichlmayer s'impose en sprint par équipes dans l'épreuve de coupe continentale devant une équipe allemande et une autre équipe autrichienne.
  - à Planica, en Haute-Carniole (Slovénie), l'Autrichien Matthias Hochegger s'impose en Alpen Cup devant son compatriote Franz-Josef Rehrl et l'Allemand Jakob Lange.
- Le 19 :
  - à Seefeld, dans le Tyrol (Autriche), l'Allemand Eric Frenzel s'impose en coupe du monde devant le Norvégien Magnus Moan et l'Allemand Tino Edelmann.
  - à Klingenthal, en Saxe (Allemagne), l'Allemand Janis Morweiser remporte l'épreuve de coupe continentale devant le Norvégien Gudmund Storlien et l'Autrichien Alexander Brandner[1].
- Le 20 :
  - à Seefeld, en coupe du monde, l'Allemand Eric Frenzel s'impose de nouveau, cette fois devant le Norvégien Mikko Kokslien et l'américain Taylor Fletcher, dont c'est le premier podium en coupe du monde.
  - à Klingenthal, triplé allemand en coupe continentale : Janis Morweiser, déjà vainqueur la veille au même endroit, remporte l'épreuve devant ses compatriotes Johannes Wasel[2] et Tobias Haug.
- Le 23, à Liberec, en République tchèque, l'Allemand Manuel Faisst a conservé son titre de champion du monde junior de combiné nordique sur la distance de 10 kilomètres, devant son compatriote David Welde et l'Estonien Han Hendrik Piho.
- Le 25, à Liberec, l'Allemand Manuel Faisst a remporté[3] le titre de champion du monde junior de combiné nordique sur la distance de 5 kilomètres, devant le Français Théo Hannon et l'estonien Kristjan Ilves.
- Le 26 :
  - à Klingenthal, en Saxe (Allemagne), l'Allemand Eric Frenzel remporte l'épreuve de coupe du monde devant son compatriote Tino Edelmann et l'Autrichien Wilhelm Denifl.
  - à Liberec, l'équipe d'Allemagne, composée de Michael Schuller (de), Jakob Lange, David Welde et Manuel Faißt remporte l'épreuve par équipes du championnat du monde junior de combiné nordique devant l'équipe d'Autriche et l'équipe du Japon.
  - à Hamar, Magnus Krog a remporté l'épreuve Gundersen 10 km du championnat de Norvège de combiné nordique. Il s'impose devant Håvard Klemetsen et Jan Schmid.
- Le 27 :
  - à Klingenthal, l'Allemand Eric Frenzel remporte sa quatrième victoire consécutive en compétition individuelle sur la coupe du monde. Il s'impose devant ses compatriotes Tino Edelmann et Johannes Rydzek.
  - à Hamar, Håvard Klemetsen a remporté la course à pénalités du championnat de Norvège de combiné nordique. Il s'impose devant Mikko Kokslien et Ole Martin Storlien.

### Février
- Le 2 :
  - à Sotchi (Russie), en coupe du monde, l'Autrichien Bernhard Gruber s'impose devant le leader de la compétition, l'Allemand Eric Frenzel, suivi de Wilhelm Denifl.
  - à Kranj, en Haute-Carniole (Slovénie), en Alpen Cup, l'Autrichien Philipp Orter remporte l'épreuve devant l'Allemand David Welde et l'Autrichien David Pommer.
- Le 3 :
  - à Sotchi, l'équipe d'Allemagne, composée de Manuel Faißt, Björn Kircheisen, Johannes Rydzek et Eric Frenzel, s'impose en coupe du monde devant l'équipe de France et l'équipe d'Autriche.
  - à Kranj, triplé autrichien en Alpen Cup : Martin Fritz remporte l'épreuve devant Philipp Orter et David Pommer.
- Le 9 :
  - en coupe du monde, à Almaty (Kazakhstan), l'Allemand Björn Kircheisen s'impose devant le Japonais Akito Watabe et l'Autrichien Christoph Bieler.
  - en coupe continentale, à Eisenerz, en Styrie (Autriche), l'Allemand Andreas Günter s'impose devant les Autrichiens Paul Gerstgraser et Philipp Orter. Le vainqueur du jour prend la tête du classement général de cette compétition aux dépens de l'américain Todd Lodwick, qui a fait l'impasse sur les dernières étapes.
- Le 10 :
  - en coupe du monde, à Almaty, l'Autrichien Christoph Bieler remporte l'épreuve du jour devant le Japonais Akito Watabe et le Tchèque Miroslav Dvořák, dont c'est le premier podium en coupe du monde.
  - en coupe continentale, à Eisenerz, l'Autrichien Philipp Orter remporte la course du jour devant les Allemands Andreas Günter et Johannes Wasel[2].
- Le 16, en coupe continentale, à Planica, en Haute-Carniole (Slovénie), le Norvégien Ole Martin Storlien s'est imposé devant le Tchèque Pavel Churavý et l'Allemand Johannes Firn (de).
- Le 17, en coupe continentale, à Planica, le Norvégien Ole Martin Storlien, déjà vainqueur la veille, a remporté l'épreuve du jour devant son dauphin de la veille, le Tchèque Pavel Churavý, suivi du Slovène Mitja Oranič, qui courait à domicile.
- Le 22, dans le Val di Fiemme, le Français Jason Lamy-Chappuis est devenu champion du monde sur petit tremplin devant l'Autrichien Mario Stecher et l'Allemand Björn Kircheisen
- Le 24, dans le Val di Fiemme, lors des championnats du monde de ski nordique, l'équipe de France, composée de François Braud, Maxime Laheurte, Sébastien Lacroix et Jason Lamy-Chappuis est devenue championne du monde par équipes devant l'équipe de Norvège et l'équipe des États-Unis d'Amérique.

### Mars
- Le 8, l'épreuve de coupe du monde organisée en Finlande, à Lahti, est remportée par l'allemand Eric Frenzel devant les japonais Akito Watabe et Taihei Kato.
- Le 9, le sprint par équipes de Lahti, dernière épreuve par équipes de la coupe du monde, est remporté par le tandem allemand Johannes Rydzek - Eric Frenzel devant leurs compatriotes Tino Edelmann et Fabian Rießle et les norvégiens Håvard Klemetsen et Mikko Kokslien.
- Le 15, l'épreuve de coupe du monde organisée à Oslo (Norvège), est remportée par l'allemand Eric Frenzel devant les frères japonais Akito et Yoshito Watabe.
- Le 16, à Oslo, la dernière épreuve de la coupe du monde est remportée par le français Jason Lamy-Chappuis devant l'allemand Eric Frenzel et l'autrichien Wilhelm Denifl. Eric Frenzel remporte le classement général de cette compétition.

### Août
- le 24, à Oberwiesenthal, l'équipe d'Autriche, composée de Christoph Bieler et Bernhard Gruber, remporte à domicile la première épreuve du grand prix d'été : un sprint par équipes. Elle devance l'équipe du Japon, composée de Akito Watabe et Yūsuke Minato, et l'équipe d'Allemagne, composée de Eric Frenzel et Johannes Rydzek.
- le 25, sur ce même site, le japonais Akito Watabe remporte la première épreuve individuelle du grand prix d'été. Il devance le tchèque Miroslav Dvořák et l'allemand Johannes Rydzek, double vainqueur du classement général de cette compétition.
- le 28, à Villach, en Autriche, la troisième étape du grand prix d'été voit le norvégien Håvard Klemetsen remporter l'épreuve. Il devance l'autrichien Bernhard Gruber et le norvégien Jan Schmid. Akito Watabe reste en tête du classement général de cette compétition.
- le 30, à Oberstdorf, en Allemagne, l'avant-dernière étape du grand prix d'été voit l'autrichien Bernhard Gruber s'imposer et prendre la tête du classement général. Jan Schmid se classe deuxième, suivi du précédent leader du classement général, Akito Watabe.
- le 31, à Oberstdorf, l'allemand Johannes Rydzek remporte sur son sol l'ultime épreuve du Grand prix d'été devant Akito Watabe et Bernhard Gruber. Ces deux derniers coureurs remportent le classement final ex æquo, ce qui est une première dans l'histoire de cette compétition.

### Octobre
- Le 4, à Oberstdorf, le championnat d'Allemagne voit s'imposer Johannes Rydzek chez les seniors et Terence Weber chez les juniors.
- Le 5, :
  - à Oberstdorf, le championnat d'Allemagne par équipes, qui se dispute au sprint, voit la victoire de l'équipe du Bade-Wurtemberg, composée de Fabian Rießle et de Manuel Faißt,
  - à Stams, le championnat d'Autriche sur tremplin normal est remporté par Christoph Bieler.
- Le 6 :
  - le championnat d'Autriche sur grand tremplin, qui s'est déroulé à Innsbruck, est remporté par Christoph Bieler,
  - le championnat de Suisse est remporté par Tim Hug. La course, qui s'est déroulée à Chaux-Neuve, en France, a été remportée par Jason Lamy-Chappuis.
- Le 10, le championnat d'Italie est remporté par Armin Bauer. La course, qui s'est déroulée à Planica, en Slovénie, a été remportée par Marjan Jelenko.
- Le 13, le championnat des États-Unis s'est déroulé à Lake Placid. Il est remporté par Bill Demong, qui remporte ainsi son neuvième titre de champion des États-Unis.

### Novembre
- Le 30, à Kuusamo, en Finlande, la première épreuve de la nouvelle coupe du monde est remportée par l'allemand Eric Frenzel devant les norvégiens Jørgen Graabak et Magnus Krog.

### Décembre
- Le 1er, à Kuusamo, en Finlande, la première épreuve par équipes de la coupe du monde est remportée par l'équipe norvégienne, composée de Magnus Krog, Håvard Klemetsen, Mikko Kokslien et Jørgen Graabak. Cette équipe s'est imposée devant l'équipe d'Allemagne et l'équipe du Japon.
- Le 7, à Lillehammer, en Norvège, l'épreuve de coupe du monde de combiné nordique a été remportée par le Français Jason Lamy-Chappuis devant le Japonais Akito Watabe et le Norvégien Mikko Kokslien. Cette victoire permet à Lamy-Chappuis de revêtir le maillot jaune de leader du classement général individuel de cette compétition.
- Le 8, à Lillehammer, l'épreuve de coupe du monde de combiné nordique a été remportée par l'Allemand Eric Frenzel devant le Norvégien Magnus Krog et le Japonais Akito Watabe.
Frenzel récupère du même coup le maillot jaune de leader du classement général individuel de cette compétition.
- Le 14, à Ramsau am Dachstein, en Autriche, l'épreuve de sprint par équipes de la coupe du monde de combiné nordique a été remportée par une équipe norvégienne composée de Mikko Kokslien et Jørgen Graabak devant l'autre équipe norvégienne, composée de Håvard Klemetsen et Magnus Krog. L'équipe italienne associant Samuel Costa et Alessandro Pittin complète le podium : c'est le premier podium italien en coupe du monde depuis le 15 janvier 2012.
- Le 15, à Ramsau am Dachstein, l'épreuve de coupe du monde de combiné nordique a été remportée par l'Allemand Eric Frenzel devant les Norvégiens Håvard Klemetsen et Mikko Kokslien.
- Le 21, à Schonach, en Allemagne, la coupe de la forêt noire, épreuve comptant pour la coupe du monde de combiné nordique, a été remportée par le Norvégien Magnus Moan, devant son compatriote Håvard Klemetsen et le Japonais Akito Watabe.
- Le 22, à Schonach, le Français Jason Lamy-Chappuis s'impose en coupe du monde de combiné nordique devant l'Allemand Johannes Rydzek et le Japonais Akito Watabe.